# Lavbundsjord
Lavbundsjord er landbrugsjord der indeholder en stor mængde tørv fordi det er eller tidligere har været mose eller engområde, men nu er blevet afvandet. Lavbundsjord der dyrkes, udleder meget store mængder CO2 og udledningen fra lavbundsjorder er årsag til 50% af den samlede CO2-udledning fra jordbrug i Danmark. Lavbundsjorder udgør 7% af landbrugsarealet i Danmark.
Landmænd og -kvinder der udtager lavbundsjord fra dyrkning kan modtage støtte. Lavbundsprojekterne skal reducere drivhusgasudledningen med ca. 68.000 tons CO2-ækvivalenter i perioden 2014-2020.
Miljøstyrelsen foretog i 2014 opmåling af lavbundsjorder i Danmark. Kortet anvendes til afgørelse af hvem der kan modtage støtte til udtagning af lavbundsjord.

## CO2-udslip fra lavbundsjorder
Når organisk materiale (planter, døde dyr osv.) rådner, reagerer luftens ilt (oxygen) med kulstofferne i materialet og der dannes CO2. Når det organiske materiale er under vand, som det er i moser og på enge, foregår omdannelsen meget langsommere eller den går helt i stå. Det organiske materiale bliver presset sammen til tørv. I moser og på enge vil sådant tørv blive bevaret i århundreder, og derved vil det CO2 der er indgået i skabelsen af det, blive lagret. Men når moserne og engene drænes, fx for at blive dyrket, vil forrådnelsesprocessen gå i gang igen, og CO2'en vil blive frigivet. CO2 virker som en drivhusgas og medvirker derved til de klimaforandringer der er i gang. Ifølge Klimarådet udgør udledningen af CO2 fra dyrkede lavbundsjorder 50% af den samlede udledning fra landbruget. Klimarådet anbefaler derfor at lavbundsjorder udtages fra dyrkning.